# هندريك أندرسن
هندريك أندرسن (بالإنجليزية: Hendrik Christian Andersen)‏ (و. 1872 – 1940 م) هو نحات، ورسام من الولايات المتحدة، والنرويج، ولد في برغن، توفي في روما، عن عمر يناهز 68 عاماً.